# Arne Skaug
Arne Skaug (Horten, 6 novembre 1906 – 4 marzo 1974) è stato un economista, politico e diplomatico norvegese.

## Biografia
Era il figlio di Johan Anton Skaug (1881-1956), e di sua moglie, Jenny Lovise Olsen (1882-1917). 

## Carriera
Dopo la laurea fu assunto come segretario nella Statistics Norway (1930). Nel 1935 e nel 1936 pubblicò due libri: Tidens sosialøkonomi e Dor vi ut? Befolkningsspørsmålet OG arbeiderbevegelsen, entrambi scritti insieme a Aase Lionæs. Nel 1939 è stato assunto nel Ministero di Propaganda, come ricercatore in economia. Trascorse gli anni della guerra negli Stati Uniti; prima per studi (1939-1941), poi come assistere professore presso l'Università del Wisconsin (1941). Dal 1942 al 1946 lavorò per il governo norvegese a New York e a Washington.

### Post-Guerra
Nel 1946 ritornò in Norvegia per diventare direttore dell'Ufficio statistico norvegese. Nel maggio 1948 lasciò quella carica per diventare segretario di Stato nel Ministero degli affari esteri. Lasciò questa posizione nel febbraio 1949 per diventare ambasciatore norvegese presso l'Organizzazione per la cooperazione e lo sviluppo economico a Parigi. Dal gennaio 1955 al gennaio 1962 fu ministro del Commercio e Spedizione nel terzo governo di Gerhardsen. Fu ambasciatore nel Regno Unito e in Irlanda (1962-1968), e in Danimarca (1968-1974).

## Morte
Morì il 4 marzo 1974.